# Dahiyat Qudsaya
Dahiyat Qudsaya (tiếng Ả Rập: ضاحية قدسيا السكنية الجديدة ' Khu dân cư hiện đại Qudsaya ') là một vùng ngoại ô hiện đại tiếp giáp với thị trấn Qudsaya và ngay phía bắc quận Mezzeh của Damascus ở Syria. Ngôi làng này là một phần hành chính của quận Qudsaya thuộc Tỉnh bang Dimashq ở miền nam Syria. Các địa phương gần đó bao gồm al-Hamah ở phía bắc, và vùng ngoại ô giàu có của al-Sabboura và Yaafour ở phía tây. Theo Cục Thống kê Trung ương Syria, Dahiyat Qudsaya có dân số 9.500 người trong cuộc điều tra dân số năm 2004.